# Ivo Rüegg
Ivo Rüegg (ur. 15 kwietnia 1971 w Eschenbach) – szwajcarski bobsleista, wielokrotny medalista mistrzostw świata oraz zdobywca Pucharu Świata.

## Kariera
Pierwsze sukcesy w karierze osiągnął w 2007 roku, kiedy podczas mistrzostw świata w St. Moritz wywalczył trzy medale. Najpierw w parze z Tommym Herzogiem zdobył srebrny medal w dwójkach. Następnie zajął trzecie miejsce w rywalizacji drużynowej, a trzy dni później wspólnie z Thomasem Lamparterem, Beatem Heftim i Cédrikiem Grandem wywalczył złoto w czwórkach. Na rozgrywanych dwa lata później mistrzostwach świata w Lake Placid razem z Grandem zwyciężył w dwójkach, a konkurencji drużynowej wywalczył srebrny medal. Ponadto w sezonie 2007/2008 był drugi w klasyfikacji Pucharu Świata dwójek, a w sezonie 2009/2010 wygrał klasyfikację dwójek i był drugi w kombinacji. W 2006 roku wziął udział w igrzyskach olimpijskich w Turynie, zajmując ósme miejsce w dójkach i czwórkach. Brał także udział w igrzyskach w Vancouver w 2010 roku, zajmując między innymi czwarte miejsce w dwójkach. Szwajcarzy przegrali tam walkę o medal z osadą rosyjską (Aleksandr Zubkow i Aleksiej Wojewoda) o 0,34 sekundy.